# Złotka cynobrowa
Złotka cynobrowa (Chrysolina polita) – gatunek chrząszcza z rodziny stonkowatych.

## Morfologia
Ciało długości od 6,5 do 8 mm. Spód ciała zwykle z zielonym, metalicznym połyskiem, pokrywy brunatnoczerwone i bez metalicznego połysku, a reszta ciała metalicznie miedziana, mosiężna, zielona lub niebieska. Odnóża i czułki z metalicznym połyskiem. Między środkową częścią przedplecza a jego zgrubiałymi brzegami smugi dużych i bardzo głębokich punktów. Prącie zwężające się ku wierzchołkowi, gdzie jest poprzecznie ścięte.

## Ekologia i występowanie
Owad ten zasiedla wilgotne: łąki, polany, prześwietlenia i przydroża oraz pobrzeża wód. Roślinami żywicielskimi są jasnotowate, zwłaszcza mięty. Zimuje w ściółce, spróchniałych kłodach i pod korą drzew. Zasiedla wilgotne środowiska jak pobrzeża wód i wilgotnych łąk, mokradła czy rowy.
Gatunek palearktyczny. Znany z prawie całej Europy, Azji Mniejszej, Środkowej i Syberii. W Polsce wszędzie pospolity.